# UEFA Champions League 2006/07 (1/8 finale) Real Madrid - Bayern München
Deze pagina is een subpagina van het artikel UEFA Champions League 2006/07. Hierin wordt de wedstrijd in de 1/8 finale tussen Real Madrid en Bayern München gespeeld op 20 februari nader uitgelicht.

## Wedstrijdgegevens
| Datum                | 20 februari 2007                     | 20 februari 2007                     |
| Stadion              | Santiago Bernabéu, Madrid            | Santiago Bernabéu, Madrid            |
| Toeschouwers         | 75.000                               | 75.000                               |
| Scheidsrechter       | Frank De Bleeckere BEL               | Frank De Bleeckere BEL               |
| Assistenten          | Peter Hermans BEL Walter Vromans BEL | Peter Hermans BEL Walter Vromans BEL |
| Vierde man           | Serge Gumienny BEL                   | Serge Gumienny BEL                   |
| Man van de wedstrijd | Raúl González (Real Madrid)          | Raúl González (Real Madrid)          |
|                      | Real Madrid                          | Bayern München                       |
| Doelpunten           | 3                                    | 2                                    |
| Gele kaarten         | 0                                    | 3                                    |
| Rode kaarten         | 0                                    | 0                                    |
| Wissels              | 2                                    | 3                                    |
| Schoten op doel      | 6                                    | 7                                    |
| Schoten naast doel   | 2                                    | 6                                    |
| Overtredingen        | 20                                   | 23                                   |
| Hoekschoppen         | 2                                    | 4                                    |
| Buitenspel           | 2                                    | 2                                    |
| Strafschoppen        | 0                                    | 0                                    |
| Balbezit (tijd)      | 21 min                               | 30 min                               |
| Balbezit (%)         | 42%                                  | 58%                                  |

| Real Madrid | 3 – 2          | Bayern München |
| Raúl González 10' Raúl González 28' Ruud van Nistelrooij 34' | goals (assist) | 23' Lucio 88' Mark van Bommel |
| Fabio Capello | coach          | Ottmar Hitzfeld |
| Iker Casillas Roberto Carlos ( 59') Fabio Cannavaro Raúl González Guti Fernando Gago Ruud van Nistelrooij Gonzalo Higuaín ( 53') Iván Helguera David Beckham Miguel Torres | Opstellingen   | Oliver Kahn Willy Sagnol Lucio Daniel Van Buyten Martín Demichelis ( 46') Roy Makaay Lukas Podolski ( 61') Mark van Bommel Philipp Lahm Owen Hargreaves Bastian Schweinsteiger ( 79') |
| Robinho ( 53') Raúl Bravo ( 59') | Wissels        | Hasan Salihamidžić ( 46') Claudio Pizarro ( 61') Mehmet Scholl ( 79') |
| | gele kaarten   | 38' Martín Demichelis 56' Bastian Schweinsteiger 60' Owen Hargreaves |
| | rode kaarten   | |